# Естуш
Естуш (фр. Estouches) насеље је и општина у Француској у региону Париски регион, у департману Есон која припада префектури Етан.
По подацима из 2011. године у општини је живело 208 становника, а густина насељености је износила 34,78 становника/km². Општина се простире на површини од 5,98 km². Налази се на средњој надморској висини од 138 метара (максималној 138 m, а минималној 124 m).

## Демографија
| 1962. | 1968. | 1975. | 1982. | 1990. | 2011. |
| ----- | ----- | ----- | ----- | ----- | ----- |
| 150   | 115   | 113   | 179   | 189   | 208   |

График промене броја становника у току последњих година